# ポートアイランド中公園
ポートアイランド中公園（ポートアイランドなかこうえん）は、神戸港沖の人工島ポートアイランドにある緑地公園。

## 概要
1977年10月8日に完成。ポートアイランド住宅地の北側に位置する。ポートアイランドの表玄関として、うるおいとやすらぎの場をめざして建設された。テーマは「森と石と広場」。周囲を高くし、開園時に6万7,000本の植栽が行われた。南側に公衆トイレがある。北側の休憩所は、開園当時は池に囲まれた休憩所であったが、現在は埋め立てられ、中央に噴水モニュメントがある。公園中央には、芝生の自由広場を設け、黒御影石が五十数個配置されている。大きいものでは50tある。
1983年11月12日に、神戸市の戦後の復興、発展に大きく貢献したとして、元・神戸市長の原口忠次郎の銅像が建立された。平成に入ってから、南側には、ポートアイランド中公園大容量貯水槽が新たに整備された。

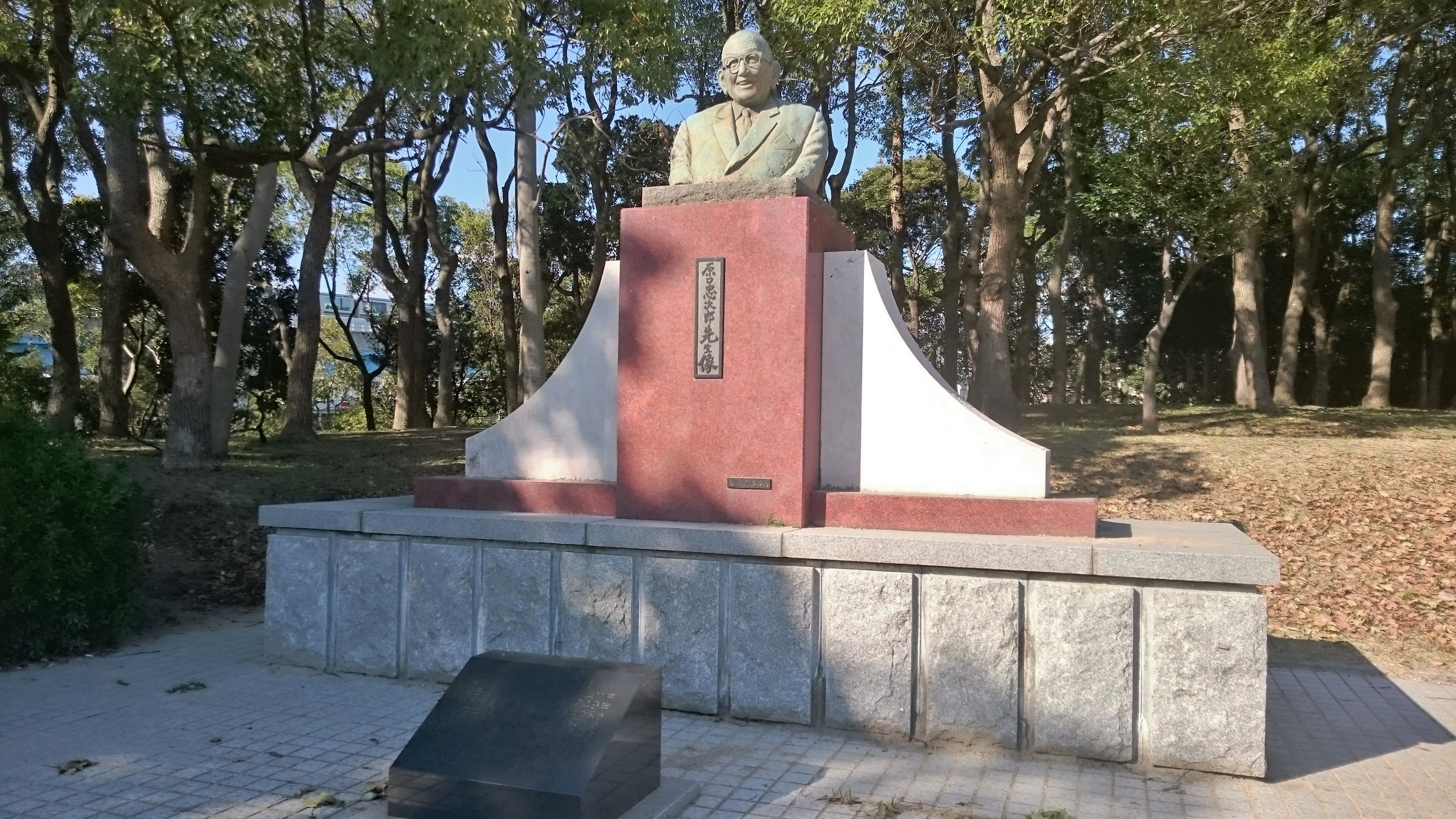
原口忠次郎先生像